# Conservatoire à rayonnement régional de Besançon
Le conservatoire à rayonnement régional de Besançon est un établissement d'enseignement artistique agréé et contrôlé par l'État (Direction générale de la Création artistique du ministère de la Culture et de la Communication), représenté par la direction régionale des Affaires culturelles (DRAC). Il propose trois spécialités, musique, chorégraphie et art dramatique. 
Le CRR est situé dans la Cité des Arts à Besançon.

## Histoire

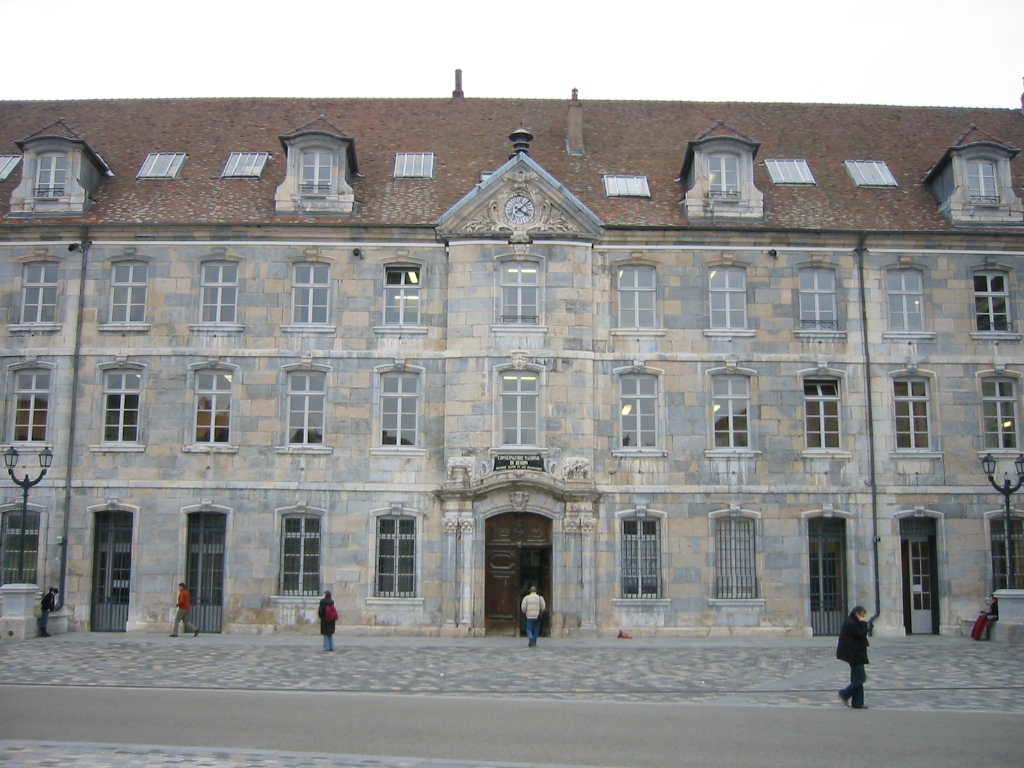
La façade de l'ancien conservatoire de Besançon, place de la Révolution.

La décision de fonder une école municipale de musique date du 26 décembre 1860. L'école est installée dans le Vieux Grenier (également appelé Grenier d'Abondance), bâtiment construit en 1720.
En 1968, l'école est classée en conservatoire national de région (CNR) et depuis le 1er janvier 2006 elle est gérée par Grand Besançon Métropole. Par décret du 12 octobre 2006, le conservatoire devient un conservatoire à rayonnement régional (CRR).
En décembre 2012, le personnel du conservatoire déménage à la Cité des Arts, où les cours ont dorénavant lieu depuis le 7 janvier 2013. L'inauguration officielle a lieu le 5 avril 2013 en présence de la ministre de la Culture, Aurélie Filippetti.

### Directeurs successifs
- Pierre Villette - 1957 à 1966
- André Cauvin - 1966 à 1975
- Jean-Paul Baumgartner - 1975 à 1983
- André Cauvin - 1983 à 1996
- Pierre Migard - 1996 à 2014
- Eric Scrève - 2014[3] à 2020
- Arnaud Peruta - depuis 2021

## Le CRR aujourd'hui

### L'école en chiffres
* 1400 élèves.
* 105 enseignants.
* 28 agents administratifs & techniques.
* 80 salles de cours.
* un Auditorium de 280 places, l'Auditorium Jacques Kreisler.

### Diplômes délivrés
Le conservatoire décerne un certificat d'études musicales.
Il propose un cycle d'orientation professionnelle pour l'ensemble des disciplines ainsi qu'un cycle supérieur.
L'art dramatique prépare aux CET (certificat d'études théâtrales) et DET (diplôme d'études théâtrales). De même pour la danse, les études sont sanctionnées par un CEC (certificat d'études chorégraphiques) et un DEC (diplôme d'études chorégraphiques).

### Enseignements
Dans le domaine musical, le conservatoire délivre un enseignement concernant les cordes (violon, alto, violoncelle, contrebasse), les bois (flûtes, hautbois, basson, saxophone, clarinette), les cuivres (cor, trompette, trombone, tuba) ainsi que les instruments polyphoniques (piano, accordéon, guitare, harpe, orgue, percussions). Des classes de chant, d’écriture et de composition musicales sont également organisées. De même l’enseignement de la musique ancienne (flûte à bec, clavecin, contrebasse baroque, viole de gambe et violon baroque) fait partie de la palette du conservatoire.
L'enseignement théâtral se perfectionne en collaboration avec les structures régionales suivantes : le théâtre de l'Espace (Scène nationale de Franche-Comté), le théâtre Musical, le nouveau théâtre (centre dramatique national de Franche-Comté), le musée des beaux-arts de Besançon, le lycée Pasteur (diplôme des métiers des arts), et de nombreuses compagnies professionnelles.
La danse classique, la danse jazz et la danse contemporaine font partie de l’offre chorégraphique du conservatoire.
Comme pour le théâtre, des partenariats culturels existent (Théâtre de l'Espace, Théâtre Musical).

### Administration
Outre la participation de l’État, représenté par la direction régionale des Affaires culturelles (DRAC), le conservatoire est financé par le conseil départemental du Doubs et Grand Besançon Métropole.

### Partenariats
Le conservatoire, en partenariat avec l’Éducation nationale, s’inscrit dans un cycle de classes à horaires aménagés dans le domaine musical  (CHAM) et rassemble les élèves dans les écoles Battant-La Madeleine, d'Arènes, Helvétie et Bourgogne, ainsi que dans les collèges Victor Hugo et Denis Diderot.
Le lycée Pasteur prépare au bac S2TMD (sciences et techniques du théâtre, de la musique et la danse).

## Liste des personnalités liées au conservatoire
- Philippe Cassard, pianiste, musicologue, critique, producteur et animateur d'émissions sur France Musique, élève au conservatoire dans les années 70 (dans la classe de piano de Jacques Bloch).
- Alexander Winkler, pianiste et compositeur, professeur de 1925 à 1935
- Maurice Moerlen, organiste, élève au conservatoire en 1943
- Philippe Bender, flutiste et chef d'orchestre, ancien élève dans les années 1950
- Danièle Pistone, musicologue, élève au conservatoire dans les années 1970
- Michel Chapuis, organiste et musicologue, professeur d'orgue au conservatoire de 1979 à 1986
- Sylvain Ciaravolo, organiste, élève au conservatoire jusqu'en 1982
- Jean-Pierre Caens, saxophoniste et musicologue, professeur au conservatoire de Besançon de 1974 à 1995
- Marie-Hélène Fournier, compositrice née en 1963, ancienne élève du conservatoire
- Jean-Pierre Clami, acteur, ancien élève des cours d'art dramatique du conservatoire
- Patrick Peignier, cor solo à l'orchestre philharmonique de Monte Carlo, élève du conservatoire jusqu'en 1988
- Guillaume Coppola, pianiste et professeur au Conservatoire à Rayonnement Départemental d’Aulnay-sous-Bois, élève du conservatoire dans les années 1990
- Guillaume Bellom, pianiste
- Emmanuel Boulanger, Violoncelliste, pédagogue et compositeur, professeur au Conservatoire de 2005 à 2022